# Reino de Ijebu
Ijebu (também conhecido como Jebu ou Geebu) era um reino iorubá na Nigéria pré-colonial, que foi formado em torno do século XV. Segundo a lenda, a sua dinastia foi fundada por Obanta de Ilê-Ifé, que recebeu a ordem do obá do Benim para estabelecer o reino. Estudiosos hoje também identificaram a influência do Império Benin na arte da corte e ritual de Ijebu. Há uma outra teoria que o Obanta migrou do Uadai, uma parte da atual Sudão.

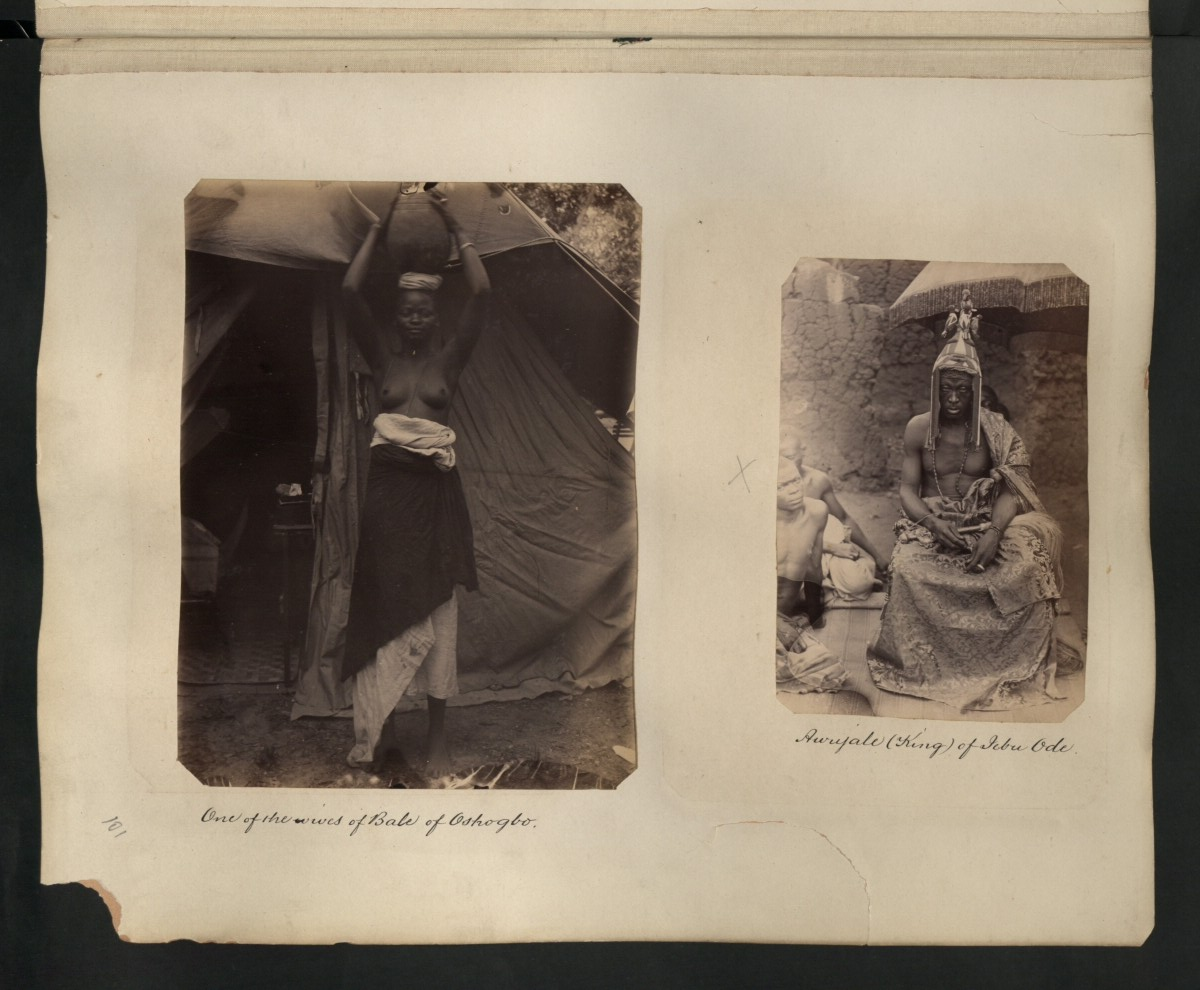
O Rei de Ijebu (à direita)

O reino  foi um dos mais desenvolvidos da região, com um governo complexo e altamente organizado. A capital era Ijebu Ode, onde o Awujale tinha o seu palácio. Contrabalançando o Awujale foi o Osugbo (conhecido como o Ogboni em outras partes da Nigéria), um conselho de todos os homens que nascem livres que atuaram como tribunais do reino. O Osugbo foi dividido em seis grupos com base na classificação, o maior sendo o iwarefa, cujo chefe o Oliwa foi a segunda figura mais poderosa da nação. Também poderoso era o Olisa que poderia ser descrito como o prefeito de Ijebu Ode. Como muitas sociedades africanas, Ijebu também foi dividida em três hierarquia por idade e estes grupos cada um tinha seus próprios líderes. O Reino é composto de várias cidades que se estende até partes do estado de Lagos e fronteiras do estado de Ondo. Estas cidades incluem Ijebu-Remo, Ijebu-Ibo, Ikorodu, Epê, Ijebu Waterside, Iwopin, Lekki em Lagos, Ijebu-Imushin, Ijebu-Ifé, Odogbolu e Ago-Iwoye.
O estado subiu no poder nos séculos XVIII e XIX, principalmente devido à sua posição importante nas rotas de comércio entre Lagos e Ibadan. O reino impôs limites nítidos sobre o comércio insistindo que todo o comércio com a região fossem conduzidas por comerciantes Ijebu. O monopólio trouxe grande riqueza para o reino, mas também europeus irritados.
Apesar da sua riqueza o reino, caiu em conflito interno no final do século XIX. O reino nunca teve um forte exército e tinha muito tempo que foi forçado a depender de mercenários. Esses estrangeiros desestabilizaram ainda mais a nação.
Em 1892, os britânicos atacaram Ijebu em resposta a suas barreiras ao comércio. Os britânicos foram bem sucedidos e ocuparam a capital, queimando o local de reuniões do Osugbo. O exército britânico empregado de armas Maxim, de acordo com o soldado aventureiro Frederick Lugard. Ao se defender contra as acusações de taxas de mortalidade excessivas em Uganda a partir de seu próprio uso da arma, ele declarou: "Na Costa Oeste, na guerra 'Jebu', realizada pelo governo, foi-me dito" vários milhares "foram ceifadas pela Maxim".
Durante vários anos, a capital foi ocupada por tropas britânicas que o reino foi anexado à  colônia do Sul da Nigéria. Hoje, constitui um dos estados tradicionais da Nigéria.
O reino Ijebu era governado por um rei e seu grupo de anciãos, que geralmente eram homens de um status mais elevado e de grande influência. O conselho governou a região e teve representantes de outros conselhos descentralizados que já não têm qualquer poder. Desde a invasão do Lord Luggard esses conselhos continuaram a atender e aconselhar o Obanta, o seu poder no entanto, é em grande parte cerimonial desde a constituição do domínio britânico em seu protetorado. Os anciãos foram sabidos para representar as suas várias aldeias e a vontade do povo e agora não são uma parte tão importante no processo cerimonial. A todos os anciãos foram dados títulos individuais e ao mais velho foi dado o título de príncipe, embora ele nunca irá herdar o trono, exceto em circunstâncias especiais. A crença tradicional foi semelhante à dos chineses Mandato do Céu.